# 根岸八幡神社
根岸八幡神社（ねぎしはちまんじんじゃ）は、神奈川県横浜市磯子区西町に鎮座する八幡神社である。

## 歴史
創建は543年（欽明天皇4年）8月。根岸八幡神社御縁起によると、根岸の沖合の根岸湾で黄金色の光が輝き音楽を奏でるような音が響き渡った。それが7日間続いたのち、八幡川（現在の堀割川）河口近くの浜に光明と妙音が着岸して黒光りする像が姿を現した。村の古老は「これは村を守るために遠い海から来た神様だ」と言い、ひとまず村の長の家に安置することとした。村の人々は代わる代わる像を拝みに来たが、その中の子どもが取りつかれたように「我は正八幡なり。里民の苦難を救うため千里の浪を漂って来た。着岸した芝原に社を建てて遷すべし」と言い終わると正気を取り戻した。こうして、現在の八幡橋八幡神社の位置に八幡宮が建てられ、根岸村の鎮守神として毎年9月15日に例祭が行われた。
1651年（慶安4年）、検地により八幡神社を含む現在の原町一帯が滝頭村に編入された。鎮守の社を失った形となった根岸村の住民は白滝不動尊を鎮守と仰いだ。八幡神社は、滝頭村の住民にとっては元々よその鎮守であり、祭礼などはおざなりになった。
1766年（明和3年）1月15日、住職の弘道の夢枕に八幡大菩薩が現れ、「我は根岸村に遷座したい。両村の住民のために二社になすよう取り計らえ」とお告げがあった。弘道は両村の役人と話し合い、八幡神社を根岸村に移すことにした。遷座先は根岸台地の麓の、宝積寺が所有する稲荷社があったところに決まり、7月15日に遷宮が行われた。
その後、かつての八幡宮の跡地には、滝頭村の鎮守として新たな八幡神社（八幡橋八幡神社）が創設された。遷座した八幡神社（根岸八幡神社）は元八幡と呼ばれ、根岸村の鎮守はいずれも宝積寺を別当とする元八幡と白滝不動尊の二社となったことから、鎮守の祭りは1年交代で行うようになった。
1869年（明治2年）、神仏判然令により白滝不動尊は寺になったことから、鎮守は元八幡のみとなった。1870年（明治3年）に宝積寺が別当を解かれた時、例祭は9月15日から8月15日に変更された。1875年（明治8年）、社格を村社に定められた。1908年（明治41年）5月20日、一村一社令により伊勢宮・熊野社・浅間社・宇佐八幡・山王社が合祀された。
1923年（大正12年）の関東大震災では石鳥居が倒れるなどの被害があったが、1930年（昭和5年）には石垣、1931年には石鳥居と神輿庫が復旧した。1938年（昭和13年）6月29日、山中にあった白山権現社が豪雨で倒壊し、その時に本殿に合祀された。

## 境内
境内には稲荷神社（祭神 宇迦廼御魂大神）、金刀比羅神社（金山毘古命、大己貴命）、厳島神社（市杵島貴命）の3つの境内社がある。稲荷神社はこの地に八幡宮が遷座する以前からあったことから、地主稲荷とも呼ばれている。かつては他に白山権現社があったが、前述の通り1938年（昭和13年）に本殿に合祀されている。
1954年（昭和29年）には、敷地内に根岸幼稚園が開園した。神社裏手の社叢林は「根岸旧海岸線の森」の一部として、かながわの美林50選に選定されている。社殿は根岸の高台と森を背にして、人々が住まう街と変貌した根岸湾を見ている。
ご祈禱は予約による。応相談

## 祭礼
1690年（元禄3年）より、榊祭と呼ばれる例祭が行われた。1802年（享和2年）からは、根岸村の例祭は元八幡と白滝不動尊で1年交代で行われるようになり、元八幡の年は9月15日、白滝不動尊の年は7月28日に、別当の宝積寺で作った神輿をかつぎ神社へと向かった。御神体が海から出現したという言い伝えから、現在の根岸中学校付近から海に入り、榊神輿が勇ましく陸へと上がる海中儀式が行われ多くの見物客を集めた。しかし多額の費用と人手がかかることと、根岸湾の埋め立てにより海に入ることができなくなったため、戦後にはほとんど行われなくなった。

## 交通情報
根岸小学校の北隣に位置する。
- JR根岸線　根岸駅から徒歩7分。

駐車スペースあり。

## その他
- テレビ朝日の紀行番組「ちい散歩」で、地井武男が権現坂を下り、根岸八幡神社の前を歩いた。根岸編、2011年9月13日放送[8]